# مانويل جونيور
مانويل جونيور (بالبرتغالية: Manuel de Oliveira da Silva Júnior‏) هو لاعب كرة قدم برازيلي في مركز الوسط، ولد في 24 سبتمبر 1976 في ريسيفي في البرازيل. لعب مع إيرغوتيليس ونادي باسوش دي فيريرا ونادي بانيتوليكوس ونادي لاريسا.

## وصلات خارجية
- مانويل جونيور على موقع Soccerway.com (الإنجليزية)